# Biomatematika
A biomatematika élettudományi problémák matematikai módszerekkel való vizsgálatával foglalkozó interdiszciplináris tudomány.
A hazai felsőfokú biomatematika és biometria oktatásában és ebből következően a tudományos szakterületi kompetenciák vonatkozásában is egyfajta tartalmi és fogalmi kettősség figyelhető meg. Ez a kettősség egy interdiszciplináris tudományág vonatkozásában érthető is. Egy tudományág szakterületi besorolását az határozza meg, hogy az általa vizsgált jelenségek milyen tudományszak érdeklődési körébe tartoznak. A kérdések megválaszolásához felhasznált, (alkalmazott) módszerek a tudományterületi besorolás szempontjából indifferensek.

## Tudományterületei
- matematikai biológia (ennek matematikai statisztikával kapcsolatos fejezete a biometria).
  - Definíció: Élettudományi jelenségeket ismert matematikai módszerek alkalmazásával vizsgáló interdiszciplináris tudomány. Lényegében matematikai eszközök élettudományi alkalmazástana.
  - Kifejtés: Feladata a biológiai jelenségek kutatása és a kutatási módszertan fejlesztése matematikai eszközök és ismeretek segítségével.
  - Besorolás: A matematikai biológia, biológiai (illetve alkalmazott élettudományi) interdiszciplináris tudomány.
  - Megjegyzés: A matematikai természettudományok idővel az alap természettudomány integráns részévé válnak, hiszen a „természet könyve a matematika nyelvén van írva”, így előbb-utóbb minden tudományág felépíti a maga egzakt elméleti tárgyalásmódját (amely csakis matematikai nyelven lehetséges). Ma már senki sem gondolja egy elméleti villamosságtan vagy egy evolúció-elméleti tankönyv olvasása kapcsán, hogy matematikával foglalkozna, pedig a matematikai kifejezések ezen könyvekben sem szignifikánsan alacsonyabb előfordulásúak, mint a tiszta matematikai könyvekben.
  - A kompetens szakember megnevezése: modellező biológus, illetve statisztikai részterületen „biométer”. (Alkalmazott élettudományokban ennek megfelelően például modellező-rendszerelemző agrármérnök stb.)
- biológiai (alkalmazott) matematika (ennek matematikai statisztikával kapcsolatos fejezete a biostatisztika).
  - Definíció: Élettudományi jelenségekkel kapcsolatban felmerült matematikai problémák kutatásával foglalkozó interdiszciplináris tudomány.
  - Kifejtés: Feladata a biológiai jelenségek vizsgálatában fontos új matematikai módszerek kidolgozása, ennek keretében új matematikai fogalmak bevezetése, új matematikai tételek bizonyítása, új matematikai megközelítések, eszközök, eljárások és modellek fejlesztése.
  - Besorolás: A biológiai matematika a matematikához, azon belül az alkalmazott matematikához tartozó tudományág, hiszen eredményei közvetlenül a matematika épületét gazdagítják.
  - Megjegyzés: Az alkalmazott matematikai tudományok eredményei idővel a „tiszta matematika” részévé válhatnak, és az eredeti természettudományos inspirációtól függetlenül számos más területen is alkalmazhatók. Gyökereiknek csupán tudománytörténeti jelentősége van. Ki gondol ma már arra, hogy a Geometria lényegében a földrajztudományi-földmérési tudományok segédtudományaként (tipikusan alkalmazott matematikaként) született vagy arra, hogy az Analízis születésekor tipikus (fizikai) alkalmazott matematika volt, amelynek fontos alapjait többek között egy jeles fizikus fektette le.
  - A kompetens szakember megnevezése: (biológiai) alkalmazott matematikus.

A fenti két szakterület szoros kapcsolata mind az oktató, mind a tudományos kutatómunkában hasznos és kölcsönösen előnyös, de önmagukban is értelmes önálló szaktudományok. Minthogy azonban egymással komplementer viszonyban állnak, együttes megnevezésük is fontos. Ezen együttes értelmű fogalom megjelölésre használjuk a biomatematika kifejezést. A biomatematika ebben az értelemben a biológia és a matematika összes érintkező kérdését magában foglalja.
A biomatematika legfontosabb hazai testülete a Magyar Tudományos Akadémia Biometriai és Biomatematikai Bizottsága, amely technikai okokból az Agrártudományok Osztályához tartozik.
A biometria nemzetközi szervezete az International Biometric Society, amelynek Magyar Régiója is van. Az IBS Magyar Régiója rendszeresen megszervezi a Magyar Biometriai és Biomatematikai Konferenciát. Fontos társadalmi szervezet még a Klinikai Biostatisztikai Társaság, amely az orvos- és állatorvos-tudományi szakterület kérdéseivel foglalkozik.